# Lust for Life
Lust for Life és el cinquè àlbum d'estudi de la cantautora nord-americana Lana Del Rey, publicat el 21 de juliol de 2017, a través de Polydor Records i Interscope Records. Marcant un retorn al so "inspirat pel hip-hop" del seu àlbum debut, Lust for Life presenta producció de col·laboradors passats com Rick Nowels, Kieron Menzies i Emile Haynie, treballant també per primer cop amb els productors Boi-1da, Max Martin, Benny Blanco i Metro Boomin. També presenta col·laboracions d'ASAP Rocky, Stevie Nicks, Sean Lennon, i Playboi Carti. L'àlbum i el títol van ser anunciats el 29 de març de 2017, a través d'un tràiler al canal oficial de YouTube de Del Rey.
Lust for Life va rebre crítiques positives i va ser nomenat per un Grammy en la categoria de Millor Àlbum Pop Vocal als 60ens premis Grammy, esdevenint el segon nomenament de Del Rey en la categoria. L'àlbum va aconseguir també un gran èxit comercial, debutant com a número 1 a les llistes Billboard 200.
El senzill principal "Love" va rebre aclamació pels crítics al ser publicat. Per promoure l'àlbum, Del Rey va embarcar en la seva quarta gira de concert, titularda LA to the Moon Tour el qual va començar el gener 2018.

## Antecedents i publicació
Lana Del Rey va parlar de l'àlbum que segueix el seu anterior disc Honeymoon durant una entrevista amb NME el desembre de 2015. Al ser preguntada què li agradaria fer amb el següent àlbum, va respondre dient "tinc pensaments primerencs sobre què m'agradaria fer amb ell. La meva companyia, Interscope, és bastant flexible i oberta a que els meus àlbums surtin quan sigui, així que no tinc cap pressió. Només sóc feliç de ser capaç de continuar fent música de la qual estar-ne orgullosa. Amb això n'hi ha prou per mi." El febrer de 2016, durant la gala Pre-Grammy de Clive Davis, Del Rey va dir a Billboard que el seu següent àlbum seguiria una direcció diferent de Honeymoon, tot i retenint la mateix estètica.
El 18 de febrer de 2017, el primer single, "Love", va ser publicat. El 18 d'abril, en una entrevista amb Courtney Love per Dazed, Del Rey va confirmar una col·laboració amb The Weeknd anomenada "Lust for Life", i una altra col·laboració amb Sean Lennon anomenada "Tomorrow Never Came". Una col·laboració amb Stevie Nicks titulada "Beautiful People, Beautiful Problems" va ser també confirmada per l'àlbum. El títol de l'àlbum va ser anunciat el 29 de març de 2017, quan Del Rey va publicar un tràiler per l'àlbum, i la portada de l'àlbum va ser penjada per Del Rey a les seves xarxes socials l'11 d'abril de 2017. L'àlbum va ser finalment publicat el 21 de juliol de 2017.

## Composició
El so de Lust for Life va ser descrit com a "new-age folk" per Billboard i "trap pop" per Vulture. L'àlbum presenta clars ritmes trap i referències al rock clàssic, música orquestral "sepia-toned" i Del Rey cantant amb una "afecció de hip-hop". The Daily Telegraph va declarar que l'àlbum "deixa entreveure una mica de claror entre la foscor de les obres passades de Del Rey." The Guardian va descriure el so de l'àlbum com a "pulcre, que sona a paisatges contemporanis," i va destacar la producció melancòlica-futurista de "Summer Bummer". The A.V. Club va elogiar la seva simplicitat moderna, anotant que "els seus batecs són subtils, de hip-hop o electro-pop, amb percussió amb olor de revolts de focs artificials llunyans o rentats melòdics melliflus."

## Tour promocional
El 24 de juliol de 2017, Del Rey va iniciar una petita gira promotional a la Brixton Academy de Londres com a promoció de Lust for Life. Altres parades de la gira inclouen San Diego, Anaheim, Glasgow, Liverpool, San Francisco, Santa Barbara i la Ciutat de Nova York.
A més d'aquests concrets shows, Del Rey va embarcar en una gira mundial oficial el 2018 titulada LA to the Moon Tour ("Gira de Los Angeles a la Lluna") per promoure l'àlbum, essent la seva primera gira promocional des de la The Endless Summer Tour el 2015. La gira va començar el 5 de gener de 2018 a Minneapolis, Minnesota, i va inclore shows a Amèrica del Nord, Amèrica del Sud, Austràlia i Europa. Del Rey va ser acompanyada per Kali Uchis i Jhene Aiko com a teloners.

## Crítiques professionals
Lust for Life va rebre crítiques positives. A Metacritic, el qual assigna un índex normalitzat sobre 100 a valoracions de publicacions conegudes, l'àlbum va rebre una puntuació mitjana de 77, basada en 26 crítiques".
Neil McCormick de The Daily Telegraph va dir que l'àlbum és una "rememoració ben benvinguda al hip-hop swagger que va empènyer a través del seu fantàstic àlbum debut del 2012 Born to Die ". Jon Pareles de The New York Times va escriure una ressenya favorable, dient que l'àlbum "en moments rars, fa l'ullet a les sombrívoles cançons de bressol de Del Rey." En una revisió molt positiva de GQ, Kevin Long va escriure que "com Melodrama de Lorde, Lust for Life és una peça acomplerta d'art, un antídot a les banals tonades que impregnen les llistes actuals, essent un dels millors àlbums de l'any."
Billboard va anomenar Lust for Life com el seu àlbum de la setmana, escrivint que "en un joc pop del 2017 ple de set, tendències i esgotaments, Lana Del Rey ha guanyat una consistència excepcional i singular." Escrivint per The Independent, Roison O'Connor va escriure que l'àlbum "és més una elaboració dels seus temes preferits que una repetició, de fet, és el seu àlbum més extens fins ara", concloent que "Del Rey és molt més conscient de si mateixa que no pas en els seus àlbums anteriors." El Hunt de "DIY" va escriure que Lust for Life és "un àlbum que està preparat per ser veritablement vulnerable, i és molt més impactant per aquesta raó."

## Èxit comercial
Lust for Life va debutar com a número 1 a les llistes Billboard 200 amb 107,000 vendes de les quals 80,000 eren vendes pures. L'àlbum també va debutar com a número 1 a les llistes UK Albums Chart. A Corea del Sud, l'àlbum va debutar com número 57 en el Gaon Album Chart i a número 5 en la versió internacional de les mateixes llistes.

## Llista de cançons
| Núm.          | Títol                                                    | Productor(s)                                                      | Durada |
| ------------- | -------------------------------------------------------- | ----------------------------------------------------------------- | ------ |
| 1.            | «Love»                                                   | Del Rey Rick Nowels Emilie Haynie Benny Blanco Kieron Menzies [a] | 4:32   |
| 2.            | «Lust for Life» (amb the Weeknd)                         | Del Rey Nowels Menzies Dean Reid Max Martin [a]                   | 4:24   |
| 3.            | «13 Beaches»                                             | Del Rey Nowels Menzies Reid Mighty Mike [a]                       | 4:55   |
| 4.            | «Cherry»                                                 | Del Rey Nowels Tim Larcombe Reid Menzies [a]                      | 3:00   |
| 5.            | «White Mustang»                                          | Del Rey Nowels Menzies Reid                                       | 2:44   |
| 6.            | «Summer Bummer» (amb ASAP Rocky and Playboi Carti)       | Boi-1da Jahaan Sweet Nowels [a]                                   | 4:20   |
| 7.            | «Groupie Love» (amb ASAP Rocky)                          | Del Rey Nowels Menzies Reid                                       | 4:24   |
| 8.            | «In My Feelings»                                         | Del Rey Nowels Menzies Reid                                       | 3:58   |
| 9.            | «Coachella – Woodstock in My Mind»                       | Del Rey Nowels Menzies Reid                                       | 4:18   |
| 10.           | «God Bless America – and All the Beautiful Women in It»  | Nowels Menzies Reid Metro Boomin Del Rey [a]                      | 4:36   |
| 11.           | «When the World Was at War We Kept Dancing»              | Del Rey Nowels Menzies Reid                                       | 4:35   |
| 12.           | «Beautiful People Beautiful Problems» (amb Stevie Nicks) | Del Rey Nowels Menzies Reid                                       | 4:13   |
| 13.           | «Tomorrow Never Came» (featuring Sean Ono Lennon)        | Del Rey Nowels Lennon                                             | 5:07   |
| 14.           | «Heroin»                                                 | Del Rey Nowels Menzies Reid Mighty Mike [a]                       | 5:55   |
| 15.           | «Change»                                                 | Del Rey Nowels Menzies                                            | 5:21   |
| 16.           | «Get Free»                                               | Del Rey Nowels Menzies Reid                                       | 5:34   |
| Durada total: | Durada total:                                            | Durada total:                                                     | 71:56  |

Crèdits addicionals
- "13 Beaches" conté d'àudio de la pel·lícula Carnival of Souls, per Candace Hilligoss.[40]